# ZNF580
ZNF580 (англ. Zinc finger protein 580) – білок, який кодується однойменним геном, розташованим у людей на довгому плечі 19-ї хромосоми. Довжина поліпептидного ланцюга білка становить 172 амінокислот, а молекулярна маса — 18 756.
| 10         |  | 20         |  | 30         |  | 40         |  | 50         |
| ---------- |  | ---------- |  | ---------- |  | ---------- |  | ---------- |
| MLLLPPRPPH |  | PRSSSPEAMD |  | PPPPKAPPFP |  | KAEGPSSTPS |  | SAAGPRPPRL |
| GRHLLIDANG |  | VPYTYTVQLE |  | EEPRGPPQRE |  | APPGEPGPRK |  | GYSCPECARV |
| FASPLRLQSH |  | RVSHSDLKPF |  | TCGACGKAFK |  | RSSHLSRHRA |  | THRARAGPPH |
| TCPLCPRRFQ |  | DAAELAQHVR |  | LH         |  |            |  |            |

A: Аланін

C: Цистеїн

D: Аспарагінова кислота

E: Глутамінова кислота

F: Фенілаланін

G: Гліцин

H: Гістидин

I: Ізолейцин

K: Лізин

L: Лейцин

M: Метіонін

N: Аспарагін

P: Пролін

Q: Глутамін

R: Аргінін

S: Серин

T: Треонін

V: Валін

Задіяний у таких біологічних процесах, як транскрипція, регуляція транскрипції, запальна відповідь, хемотаксис. 
Білок має сайт для зв'язування з іонами металів, іоном цинку, ДНК. 
Локалізований у ядрі.